# Brazieria
Brazieria é um género de gastrópode  da família Zonitidae.
Este género contém as seguintes espécies:
- Brazieria entomostoma
- Brazieria erasa
- Brazieria lutaria
- Brazieria minuscula
- Brazieria obesa
- Brazieria velata